# Радуга (журнал, 1860—1862)
«Ра́дуга» (фр. L’arc-en-ciel) — учёно-литературный и политический журнал, выходивший в Феодосии с 1860 по 1862 год.

## История
Журнал является продолжением основанного в 1855 году в Париже и перенесённого в Россию журнала на армянском и французском языках La colombe du Massis.
Выходил ежемесячно на русском и французском языках при халибовском армянском училище в Феодосии под редакцией В. Струбинского.
Основной аудиторией «Радуги» были представители армянской интеллигенции. Журнал стремился к объединению армян, живших в различных странах, в единую нацию, ставил своей целью просвещение армян.